# رودولفو مانسو
رودولفو مانسو (اسپانیایی: Rodulfo Manzo‎؛ زادهٔ ۵ ژوئن ۱۹۴۹) بازیکن فوتبال اهل پرو بود.
از باشگاه‌هایی که در آن بازی کرده‌است می‌توان به باشگاه فوتبال دپورتیوو مونیسیپال و باشگاه فوتبال ولز سارسفیلد اشاره کرد.
وی همچنین در تیم ملی فوتبال پرو بازی کرده‌است.